# Scabrotrophon lani
Scabrotrophon lani is een slakkensoort uit de familie van de Muricidae. De wetenschappelijke naam van de soort is voor het eerst geldig gepubliceerd in 2004 door Houart & Liang.